# Distribució Q-exponencial
La distribució q-exponencial és una distribució de probabilitat que sorgeix de la maximització de l'entropia de Tsallis sota les restriccions adequades, inclosa la limitació del domini perquè sigui positiu. És un exemple de distribució de Tsallis. La q-exponencial és una generalització de la distribució exponencial de la mateixa manera que l'entropia de Tsallis és una generalització de l'entropia estàndard de Boltzmann-Gibbs o l'entropia de Shannon. La distribució exponencial es recupera com {\displaystyle q\rightarrow 1.}

## Caracterització

### Funció de densitat de probabilitat
La distribució exponencial q té la funció de densitat de probabilitat
{\displaystyle (2-q)\lambda e_{q}(-\lambda x)}
on
{\displaystyle e_{q}(x)=[1+(1-q)x]^{1/(1-q)}}
és la q -exponencial si q ≠ 1. Quan q = 1, e q (x) és només exp(x).

## Aplicacions
En ser una transformada de potència, és una tècnica habitual en estadística per estabilitzar la variància, fer que les dades siguin més normals en una distribució i millorar la validesa de mesures d'associació com la correlació de Pearson entre variables. S'ha trobat que és un model precís per als retards dels trens. També es troba en física atòmica i òptica quàntica, per exemple processos de creació de condensats moleculars mitjançant la transició a través de la ressonància de Feshbach.